# Гатрі (Оклахома)
Гатрі (англ. Guthrie) — місто (англ. city) в США, адміністративний центр округу Логан штату Оклахома. Населення — 10 749 осіб (2020).

## Географія
Місто розташоване у центрі Оклахоми, серед низьких, складених з піску пагорбів, на межі степової та лісової зон. Два озера, що лежать південніше, є популярними місцями відпочинку містян.
Гатрі розташоване за координатами 35°51′30″ пн. ш. 97°25′7″ зх. д. / 35.85833° пн. ш. 97.41861° зх. д. (35.858455, -97.418568).  За даними Бюро перепису населення США в 2010 році місто мало площу 50,04 км², з яких 48,62 км² — суходіл та 1,41 км² — водойми.

### Клімат
| Клімат : Гатрі          | Клімат : Гатрі | Клімат : Гатрі | Клімат : Гатрі | Клімат : Гатрі | Клімат : Гатрі | Клімат : Гатрі | Клімат : Гатрі | Клімат : Гатрі | Клімат : Гатрі | Клімат : Гатрі | Клімат : Гатрі | Клімат : Гатрі | Клімат : Гатрі |
| Показник                | Січ.           | Лют.           | Бер.           | Квіт.          | Трав.          | Черв.          | Лип.           | Серп.          | Вер.           | Жовт.          | Лист.          | Груд.          | Рік            |
| Абсолютний максимум, °C | 27,8           | 33,9           | 37,8           | 38,3           | 40,0           | 46,1           | 45,0           | 46,7           | 44,4           | 37,2           | 33,3           | 31,1           | 46,7           |
| Середній максимум, °C   | 8,9            | 12,1           | 17,8           | 23,6           | 27,6           | 31,8           | 35,3           | 34,9           | 30,1           | 24,3           | 16,5           | 10,6           | 22,8           |
| Середня температура, °C | 3,1            | 5,3            | 10,4           | 16,2           | 20,6           | 25,4           | 28,2           | 27,9           | 23,4           | 17,2           | 10,1           | 4,4            | 16,0           |
| Середній мінімум, °C    | −4,1           | −1,4           | 3,6            | 9,6            | 14,3           | 19,1           | 21,7           | 20,8           | 16,8           | 10,3           | 3,8            | −1,9           | 9,4            |
| Абсолютний мінімум, °C  | −32,8          | −27,2          | −22,2          | −8,9           | −12,2          | 6,1            | 9,4            | 7,8            | −9,4           | −12,2          | −13,9          | −25            | −32,8          |
| Норма опадів, мм        | 30             | 35             | 63             | 80             | 127            | 112            | 65             | 73             | 92             | 76             | 54             | 38             | 845            |
| ----------------------- | -------------- | -------------- | -------------- | -------------- | -------------- | -------------- | -------------- | -------------- | -------------- | -------------- | -------------- | -------------- | -------------- |
| Джерело: weather.com    |                |                |                |                |                |                |                |                |                |                |                |                |                |

## Демографія
Згідно з переписом 2010 року, у місті мешкала 10 191 особа в 4015 домогосподарствах у складі 2517 родин. Густота населення становила 204 особи/км².  Було 4643 помешкання (93/км²).
Расовий склад населення:
| - 76,1 % — білих - 13,4 % — чорних або афроамериканців - 3,1 % — корінних американців - 0,4 % — азіатів - 0,1 % — вихідців з тихоокеанських островів - 1,6 % — осіб інших рас |

До двох чи більше рас належало 5,3 %. Частка іспаномовних становила 4,6 % від усіх жителів.
За віковим діапазоном населення розподілялося таким чином: 24,2 % — особи молодші 18 років, 59,7 % — особи у віці 18—64 років, 16,1 % — особи у віці 65 років та старші. Медіана віку мешканця становила 36,1 року. На 100 осіб жіночої статі у місті припадало 88,7 чоловіків;  на 100 жінок у віці від 18 років та старших — 84,5 чоловіків також старших 18 років.
Середній дохід на одне домашнє господарство  становив 50 683 долари США (медіана — 41 267), а середній дохід на одну сім'ю — 61 067 доларів (медіана — 56 067). Медіана доходів становила 35 011 долар для чоловіків та 27 293 долари для жінок. За межею бідності перебувало 18,6 % осіб, у тому числі 23,7 % дітей у віці до 18 років та 14,3 % осіб у віці 65 років та старших.
Цивільне працевлаштоване населення становило 4780 осіб. Основні галузі зайнятості: освіта, охорона здоров'я та соціальна допомога — 34,3 %, роздрібна торгівля — 15,4 %, мистецтво, розваги та відпочинок — 8,3 %, виробництво — 7,4 %.